# Onaanraakbaar getal
Een onaanraakbaar getal (Engels: untouchable number) is een natuurlijk getal dat niet gelijk is aan de som van alle echte delers van enig natuurlijk getal (ook niet die van het getal zelf).
De echte delers van een getal zijn alle delers van het getal behalve het getal zelf, maar met inbegrip van 1.
De som van alle delers van een getal {\displaystyle n} wordt ook geschreven als de functie:
{\displaystyle \sigma (n)=\sum _{d|n}d,}
waarin {\displaystyle {d|n}} betekent dat {\displaystyle d} een deler is van {\displaystyle n}. De som van de echte delers van {\displaystyle n} is dus {\displaystyle \sigma (n)-n}. Het getal {\displaystyle a} is dan een onaanraakbaar getal, indien er geen enkel natuurlijk getal {\displaystyle n} bestaat waarvoor {\displaystyle \sigma (n)-n=a}.
Paul Erdős heeft bewezen dat er oneindig veel onaanraakbare getallen zijn. De eerste zijn:
2, 5, 52, 88, 96, 120, 124, 146, 162, 188, 206, 210, 216, 238, 246,  ... (rij A005114 in OEIS)
Het enige oneven getal in deze reeks is 5. Of er nog andere oneven onaanraakbare getallen zijn, is vooralsnog een onopgelost vraagstuk. Als een striktere versie van het vermoeden van Goldbach waar is (waarbij elk even getal groter dan 6 te schrijven valt als de som van 2 verschillende priemgetallen), zou dit betekenen dat 5 inderdaad het enige oneven onaanraakbaar getal is. Dat zou dan ook betekenen dat 2 en 5 de enige onaanraakbare priemgetallen zijn.
Een perfect getal kan nooit onaanraakbaar zijn, omdat het gelijk is aan de som van zijn echte delers.
Een onaanraakbaar getal kan nooit 1 meer zijn dan een priemgetal. Als {\displaystyle p} een priemgetal is, heeft het kwadraat ervan immers als echte delers 1 en {\displaystyle p}, dus {\displaystyle p+1} is niet onaanraakbaar.

## Voorbeeld
Een voorbeeld van een onaanraakbaar getal is 5: de enige manier waarop 5 geschreven kan worden als de som van een aantal natuurlijke getallen met inbegrip van 1 is als 1 + 4. Maar elk getal dat 4 als deler heeft, heeft ook 2 als deler. Er bestaat geen getal dat wel 4 maar niet 2 als deler heeft. Als een reeks delers het getal 4 bevat, zal de reeks dus ook het getal 2 moeten bevatten.
Het getal 4 daarentegen is geen onaanraakbaar getal; het kan geschreven worden als 1 + 3 en dat zijn de echte delers van het getal 9.